# Hāfu

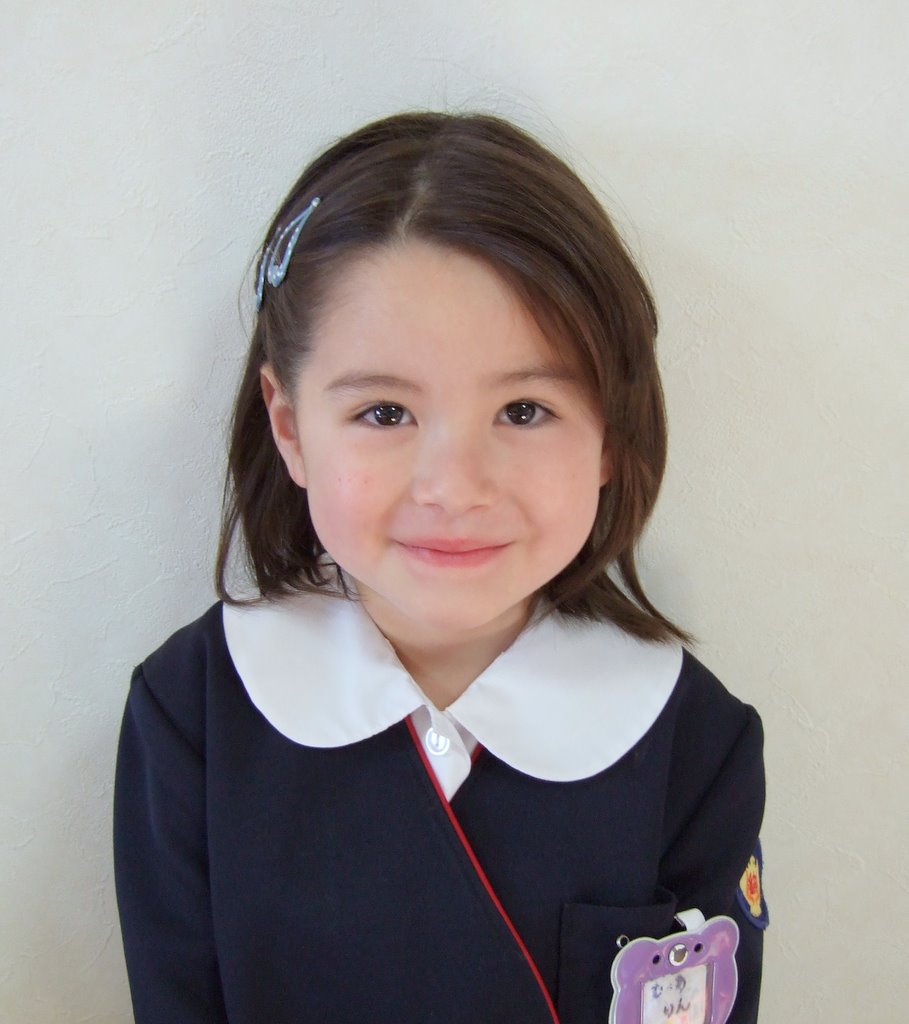
Niña mitad-japonesa en uniforme de jardín infantil.

La palabra hāfu (ハーフ?   "mitad") se utiliza en japonés para referirse a alguien que es étnicamente mitad japonés. La designación emergió en los años 1970 en Japón y ahora es el término más utilizado y preferido de auto-definición. La palabra viene de la palabra inglesa half que indica la mitad extranjera.

## Contexto social
Las imágenes de moda de la gente mitad-japonesa han llegado a ser prominentes especialmente con la aparición creciente del hāfu en los medios japoneses. Modelos hāfu ahora se ven en la televisión o llenan las páginas de revistas de moda como Non-no, CanCam y Vivi tan a menudo como locutores o celebridades. La aparición de gente hāfu en los medios ha proporcionado la base para una viva representación de ellos en la cultura.
Uno de los términos más tempranos que se refieren a "mitad japonés" era ainoko, refiriéndose a un niño nacido de una relación entre dos razas. Se emplea todavía en América Latina, en particular en Brasil (donde escrituras como ainoco, ainoca y ainocô se pueden encontrar), para referirse al mestizo (en un sentido español más amplio de la raza mixta en general) o mestiço de una persona de un ancestro japonés. Sin embargo, evolucionó hacia un término global para el eurasiático o de herencia mixta asiático/mestizo, asiático/negro, asiático/árabe y asiático/indígena en general. Al mismo tiempo, es posible que las personas con poca ascendencia japonesa o asiática sean perceptibles solo por su fenotipo para identificarlas principalmente como negro, blanco o mestizo/pardo en lugar de ainoko, mientras que las personas con alrededor de un cuarto o menos de ancestros no asiáticos se pueden identificar como asiáticos.
Sin embargo, el ainoko encontró problemas sociales como la pobreza, la impureza y la discriminación debido al tratamiento negativo del hāfu en los años 40 en Japón. La palabra fue gradualmente reemplazada de la década de 1950 por konketsuji (混血 児) que literalmente significa "hijo de sangre mixta".
Pronto, esto también se convirtió en un término tabú debido a sus connotaciones despectivas como la ilegitimidad y la discriminación. Lo que era central en estas etiquetas eran el énfasis en la "impureza de la sangre" y la obvia separación de los medio-japoneses de la mayoría de los japoneses. Algunos padres de niños de etnia mixta que hablan inglés usan la palabra double (doble). Amerasian (amerasiático) es otro término para los niños de ascendencia mixta, especialmente aquellos nacidos de padres militares estadounidenses y madres japonesas.
De los 1 millón de niños nacidos en Japón en 2013, el 2,2% tenía uno o más padres no japoneses. Según el Ministerio de Salud, Trabajo y Bienestar del Japón, uno de cada 49 bebés nacidos hoy en Japón nacen en familias con un padre no japonés. La mayoría de los matrimonios mixtos en Japón están entre hombres y mujeres japoneses de otros países del este asiático, incluyendo China, Taiwán y Corea del Sur. También en el sudeste asiático hay poblaciones significativas de personas de ascendencia mitad-japonés, especialmente en Filipinas, Indonesia, Malasia, Singapur y Tailandia.
El film documental de 2013 Hafu trata sobre las experiencias de los hāfu viviendo en Japón y trata sobre los temas de identidad y los estereotipos que enfrentan.

## Personashāfudestacadas
| Nombre                     | Ascendencia          | Oficio                                                                         |
| -------------------------- | -------------------- | ------------------------------------------------------------------------------ |
| Aki Momii                  | Perú España          | Voleibolista                                                                   |
| Cyril Takayama             | Francia Marruecos    | Mago y talento de TV                                                           |
| Erika Sawajiri             | Argelia              | Modelo, actriz y cantante                                                      |
| Christel Takigawa          | Francia              | Modelo, presentadora de TV                                                     |
| Angela Aki                 | Estados Unidos       | Cantante pop, compositora y pianista                                           |
| Sayaka Akimoto             | Filipinas            | Cantante, bailarina, actriz, presentadora y modelo                             |
| Mashu Baker                | Estados Unidos       | Yudoca, medallista olímpico (2016)                                             |
| Asuka Cambridge            | Jamaica              | Corredor olímpico                                                              |
| Rui Hachimura              | Benín                | Baloncestista                                                                  |
| Harry B. Harris Jr.        | Estados Unidos       | Almirante de cuatro estrellas en la Marina de los Estados Unidos               |
| Arata Izumi                | India                | Futbolista                                                                     |
| Yuki Anggraini Kato        | Indonesia            | Actriz                                                                         |
| Sean Lennon                | Estados Unidos       | Músico y compositor                                                            |
| Isamu Noguchi              | Estados Unidos       | Escultor y diseñador                                                           |
| Alice Sara Ott             | Alemania             | Pianista                                                                       |
| Renhō                      | Taiwán               | Periodista y política, miembro de la Cámara de Consejeros de la Dieta de Japón |
| Gōtoku Sakai               | Alemania             | Futbolista                                                                     |
| Hajime Waki                | Honduras             | Cantautor de música bachata                                                    |
| Eiji Wentz                 | Estados Unidos       | Cantante de J-Pop (WaT)                                                        |
| Stefan Ishizaki            | Suecia               | Futbolista                                                                     |
| Mike Shinoda               | Estados Unidos Rusia | Músico y productor discográfico (Linkin Park)                                  |
| Alexander Reimon Onizawa   | Estados Unidos       | Músico (One Ok Rock)                                                           |
| Masato David Hayakawa      | Estados Unidos       | Músico (Coldrain)                                                              |
| Mitski                     | Estados Unidos       | Cantautora                                                                     |
| Naomi Osaka                | Haití                | Tenista                                                                        |
| Ariana Miyamoto            | Estados Unidos       | Modelo, Miss Japón Universo 2015                                               |
| Rickie Fowler              | Estados Unidos       | Golfista                                                                       |
| London Keyes               | Estados Unidos       | actriz pornográfica                                                            |
| Maria Ozawa                | Canadá               | actriz pornográfica                                                            |
| Arisa Yagi                 | Francia              | modelo, actriz                                                                 |
| Jessica Michibata          | Argentina Italia     | modelo                                                                         |
| Olivia Lufkin              | Estados Unidos       | Cantautora                                                                     |
| Fairouz Ai                 | Egipto               | Seiyū                                                                          |
| David Silva                | España               | Futbolista                                                                     |
| Richard Coudenhove-Kalergi | Austria              | político                                                                       |
| Cary Fukunaga              | Suecia               | guionista                                                                      |
| Luis Nishizawa Flores      | México               | Pintor                                                                         |
| Louis Ozawa Changchien     | Estados Unidos       | Actor                                                                          |
| Douglas Seann Robb         | Estados Unidos       | Cantante                                                                       |
| Charles J. Pedersen        | Noruega              | químico                                                                        |
| Roxana Saberi              | Irán                 | Periodista                                                                     |
| Marlon Teixeira            | Brasil               | Modelo                                                                         |
| Yuriko Londoño             | Colombia             | Modelo                                                                         |
| Taihō Kōki                 | Ucrania              | luchador de sumo                                                               |
| Ayako Fujitani             | Rusia                | escritora                                                                      |
| Marié Digby                | Irlanda              | Cantante                                                                       |
| Matt Heafy                 | Estados Unidos       | Cantante                                                                       |
| Dave Roberts               | Estados Unidos       | Ex beisbolista y manager                                                       |
| Lars Nootbar               | Estados Unidos       | beisbolista                                                                    |
| Daniel Schmidt             | Estados Unidos       | futbolista                                                                     |
| Amy Harvey                 | Australia            | Cantante                                                                       |
| María Eugenia Suárez       | Argentina            | Cantante y actriz                                                              |
| Andrew Koji                | Reino Unido          | Actor y aritsta marcial                                                        |
| Nina Hillman               | Estados Unidos       | Cantante                                                                       |
| Conan Gray                 | Irlanda              | Cantante                                                                       |
| Joel Fujita                | Nigeria              | Futbolista                                                                     |
| Leo Kokubo                 | Nigeria              | Futbolista                                                                     |
| Chanmina                   | Corea del Sur        | Cantante                                                                       |
| Anrie Chase                | Jamaica              | Futbolista                                                                     |
| Louis Yamaguchi            | Francia              | Futbolista                                                                     |